# Ginshachia aritai
Ginshachia aritai är en fjärilsart som beskrevs av Nakamura 1976. Ginshachia aritai ingår i släktet Ginshachia och familjen tandspinnare. Inga underarter finns listade i Catalogue of Life.